# Bill Gunn
William Harrison Gunn (Filadelfia, 15 de julio de 1934 – Nyack, 5 de abril de 1989) fue un dramaturgo, novelista, actor y director de cine estadounidense, reconocido especialmente por su película de 1973 Ganja and Hess.

## Carrera
Su película de terror clásica de 1973 Ganja and Hess fue escogida como una de las diez mejores películas estadounidenses de la década en el Festival de Cine de Cannes el mismo año de su estreno. Escribiendo para The New Yorker, el crítico cinematográfico Richard Brody lo describió como "un cineasta visionario que se quedó al margen del periodo más ostensiblemente liberal del cine estadounidense". Spike Lee ha mencionado en repetidas ocasiones que Gunn es "uno de los cineastas más subvalorados de su época". Su guion para la serie de televisión Johnnas ganó un Premio Emmy en 1972.
Falleció de encefalitis el 5 de abril de 1989 en Nyack, Nueva York.

### Obras
- Marcus in the High Grass (1959)
- Johnnas (1968)
- Black Picture Show (1975)
- Rhinestone (1982)
- Family Employment (1985)
- The Forbidden City (1989)
- Celebration (1967)

### Guiones para cine
- Fame Game (1968)
- Friends (1968)
- Stop (1969)
- The Angel Levine (1970)
- Don't the Moon Look Lonesome (1970)
- The Landlord (1970)
- Ganja and Hess (1973)
- The Greatest: The Muhammad Ali Story (1976)

### Guiones para televisión
- Johnnas (1972)
- The Alberta Hunter Story (1982)

### Novelas
- All the Rest Have Died (1964)
- Rhinestone Sharecropping (1981)

## Filmografía

### Como director
| Año  | Título            | Notas    |
| ---- | ----------------- | -------- |
| 1970 | Stop              | Director |
| 1973 | Ganja & Hess      | Director |
| 1980 | Personal Problems | Director |

### Como actor
| Año  | Título                  | Papel               | Notas       |
| ---- | ----------------------- | ------------------- | ----------- |
| 1957 | Look Up and Live        | George              | 1 episodio  |
| 1957 | Crossroads              | Roy                 |             |
| 1959 | The Sound and the Fury  |                     |             |
| 1961 | Route 66                | Hank Plummer        | 1 episodio  |
| 1961 | Naked City              | Al Norbert          | 1 episodio  |
| 1962 | The Defenders           | Frank Reilly        | 1 episodio  |
| 1962 | The Interns             | Rosco               |             |
| 1962 | Stoney Burke            | Toby / Bud Sutter   | 2 episodios |
| 1963 | The Outer Limits        | James P. Willowmore | 1 episodio  |
| 1964 | The Man from U.N.C.L.E. | Namana              | 1 episodio  |
| 1964 | Dr. Kildare             | Jesse Kamba         | 1 episodio  |
| 1965 | The Fugitive            | Avery               | 1 episodio  |
| 1966 | Penelope                | Sargento Rothschild |             |
| 1973 | Ganja & Hess            | George Meda         |             |
| 1982 | Losing Ground           | Victor Rogers       |             |
| 1986 | The Cosby Show          | Homer               | 2 episodios |
| 1988 | Black Vampire           | Dr. Matara          |             |